# Răzvan Marin
Răzvan Gabriel Marin (Bucarest, 23 maggio 1996) è un calciatore rumeno, centrocampista dell'AEK Atene e della nazionale rumena.

## Biografia
Anche suo padre Petre è stato un calciatore.

## Caratteristiche tecniche
Inizialmente trequartista, in carriera si è poi adattato al ruolo di mezzala e di regista. Di piede destro, è fisicamente strutturato, abile a giocare in entrambe le fasi di gioco e ad agire box-to-box. Vanta una buona affidabilità nel battere i calci di rigore, inoltre è capace di segnare tirando anche da fuori area. Dotato di buona tecnica, è abile a inserirsi in fase offensiva.

## Carriera

### Club

#### Viitorul Constanța
Cresciuto nelle giovanili del Viitorul Costanza, ha esordito in prima squadra nella massima serie rumena nella sconfitta per 4-0 contro lo Steaua Bucarest, entrando in campo nei minuti finali. Segna la sua prima rete da professionista nella coppa rumena battendo per 3-0 il Săgeata Năvodari.
Nella Liga I 2016-2017 segna quattro gol.

#### Standard Liegi e Ajax
Nel gennaio 2017 si è accasato allo Standard Liegi per 2,4 milioni di euro. Segna il suo primo gol nel pareggio per 2-2 contro il Sint-Truiden. Vince la Coppa del Belgio 2017-2018. Nell'edizione Pro League 2018-2019 segna dieci reti.
Il 4 aprile 2019 viene annunciato il suo passaggio all'Ajax a partire dal 1º luglio successivo, per un costo di 12,5 milioni di euro. Colleziona solo 10 presenze nell'Eredivisie 2019-2020 senza segnare nemmeno una rete.

#### Cagliari e Empoli
Non considerato utile alla nuova stagione dei lancieri, il 31 agosto 2020 viene ufficializzato il suo trasferimento in prestito al Cagliari. L'esordio in massima serie avviene il 20 settembre nella partita in casa del Sassuolo, pareggiata per 1-1. Il 6 dicembre seguente realizza il suo primo gol con gli isolani (oltre che in Serie A) nel pareggio per 1-1 contro il Verona. Durante la Coppa Italia 2021-2022 segna un gol vincendo per 3-1 contro il Pisa.
Il 5 luglio 2022 viene ceduto in prestito all'Empoli. L'8 gennaio 2023 segna la prima rete con i toscani, firmando al 94' il pareggio per 2-2 in casa della Lazio. In Toscana, il centrocampista disputa una buona stagione, giocando 33 partite e andando a segno per due volte.
Al termine della stagione, l'Empoli non esercita l'opzione per il riscatto di Marin; tuttavia, il 29 giugno 2023 i toscani trovano un accordo con il Cagliari per un nuovo prestito annuale del giocatore, sempre con diritto di riscatto.
Il 1º luglio 2024, con la fine del prestito ai toscani, Marin torna a Cagliari. Viene schierato titolare dai sardi dopo 2 anni, il 12 agosto 2024, in occasione del match di qualificazione agli ottavi di finale di Coppa Italia contro la Carrarese, match poi vinto 3-1. Il 30 settembre contribuisce con un gol al primo successo in campionato dei sardi, vittoriosi per 3-2 in casa del Parma. Il 6 ottobre invece segna il rigore che consente al Cagliari di pareggiare 1-1 contro la Juventus allo Stadium.

#### AEK Atene
Il 22 luglio 2025 viene venduto all'AEK Atene per una cifra di 1 milione di euro.

### Nazionale
Convocato per la prima volta con la nazionale maggiore romena dal CT Christoph Daum nel settembre 2016, l'8 ottobre seguente Marin ha esordito ufficialmente con la Romania nella vitoria esterna per 5-0 contro l'Armenia, gara valevole per le qualificazioni al campionato del mondo 2018, in cui ha segnato anche il suo primo gol. Il suo secondo gol lo segna in un'amichevole disputatasi l'11 novembre 2020 vinta per 5-3 contro la Bielorussia.
Convocato per l'Europeo 2024, nel corso della manifestazione realizza due gol: il primo nella vittoria per 3-0 contro l'Ucraina e il secondo nel pareggio per 1-1 contro la Slovacchia, entrambe sfide valevoli per la fase a gironi. Il cammino dei rumeni s'interrompe agli ottavi contro i Paesi Bassi (0-3).

## Statistiche

### Presenze e reti nei club
Statistiche aggiornate al 26 giugno 2025.
| Stagione                  | Squadra                   | Campionato                | Campionato | Campionato | Coppe nazionali | Coppe nazionali | Coppe nazionali | Coppe continentali | Coppe continentali | Coppe continentali | Altre coppe | Altre coppe | Altre coppe | Totale | Totale |
| Stagione                  | Squadra                   | Comp                      | Pres       | Reti       | Comp            | Pres            | Reti            | Comp               | Pres               | Reti               | Comp        | Pres        | Reti        | Pres   | Reti   |
| ------------------------- | ------------------------- | ------------------------- | ---------- | ---------- | --------------- | --------------- | --------------- | ------------------ | ------------------ | ------------------ | ----------- | ----------- | ----------- | ------ | ------ |
| 2013-2014                 | Viitorul Constanța        | Liga I                    | 10         | 0          | CR              | 0               | 0               | -                  | -                  | -                  | -           | -           | -           | 10     | 0      |
| 2014-2015                 | Viitorul Constanța        | Liga I                    | 17         | 1          | CR+CdL          | 2+2             | 1+0             | -                  | -                  | -                  | -           | -           | -           | 21     | 2      |
| 2015-2016                 | Viitorul Constanța        | Liga I                    | 19+9       | 2+1        | CR+CdL          | 3+1             | 1+0             | -                  | -                  | -                  | -           | -           | -           | 32     | 4      |
| 2016-gen. 2017            | Viitorul Constanța        | Liga I                    | 20         | 4          | CR+CdL          | 0               | 0               | UEL                | 2                  | 0                  | -           | -           | -           | 22     | 4      |
| Totale Viitorul Constanza | Totale Viitorul Constanza | Totale Viitorul Constanza | 66+9       | 7+1        |                 | 8               | 2               |                    | 2                  | 0                  |             | -           | -           | 85     | 10     |
| gen.-giu. 2017            | Standard Liegi            | D1                        | 9+9        | 0+2        | CB              | -               | -               | UEL                | -                  | -                  | SB          | -           | -           | 18     | 2      |
| 2017-2018                 | Standard Liegi            | D1                        | 27+6       | 4+0        | CB              | 6               | 2               | -                  | -                  | -                  | -           | -           | -           | 39     | 6      |
| 2018-2019                 | Standard Liegi            | D1                        | 28+10      | 5+5        | -               | -               | -               | UCL+UEL            | 2+6                | 0                  | SB          | 1           | 0           | 47     | 10     |
| Totale Standard Liegi     | Totale Standard Liegi     | Totale Standard Liegi     | 64+25      | 9+7        |                 | 6               | 2               |                    | 8                  | 0                  |             | 1           | 0           | 104    | 18     |
| 2019-2020                 | Ajax                      | ED                        | 10         | 0          | CO              | 2               | 0               | UCL                | 4                  | 0                  | SO          | 1           | 0           | 17     | 0      |
| 2020-2021                 | Cagliari                  | A                         | 37         | 3          | CI              | 2               | 0               | -                  | -                  | -                  | -           | -           | -           | 39     | 3      |
| 2021-2022                 | Cagliari                  | A                         | 36         | 0          | CI              | 1               | 1               | -                  | -                  | -                  | -           | -           | -           | 37     | 1      |
| 2022-2023                 | Empoli                    | A                         | 33         | 2          | CI              | 1               | 0               | -                  | -                  | -                  | -           | -           | -           | 34     | 2      |
| 2023-2024                 | Empoli                    | A                         | 30         | 0          | CI              | 1               | 0               | -                  | -                  | -                  | -           | -           | -           | 31     | 0      |
| Totale Empoli             | Totale Empoli             | Totale Empoli             | 63         | 2          |                 | 2               | 0               |                    | -                  | -                  |             | -           | -           | 65     | 2      |
| 2024-2025                 | Cagliari                  | A                         | 33         | 3          | CI              | 2               | 0               | -                  | -                  | -                  | -           | -           | -           | 35     | 3      |
| Totale Cagliari           | Totale Cagliari           | Totale Cagliari           | 106        | 6          |                 | 5               | 1               |                    | -                  | -                  |             | -           | -           | 93     | 7      |
| Totale carriera           | Totale carriera           | Totale carriera           | 339        | 32         |                 | 23              | 5               |                    | 14                 | 0                  |             | 2           | 0           | 360    | 37     |

### Cronologia presenze e reti in nazionale
| Cronologia completa delle presenze e delle reti in nazionale ― Romania | Cronologia completa delle presenze e delle reti in nazionale ― Romania | Cronologia completa delle presenze e delle reti in nazionale ― Romania | Cronologia completa delle presenze e delle reti in nazionale ― Romania | Cronologia completa delle presenze e delle reti in nazionale ― Romania | Cronologia completa delle presenze e delle reti in nazionale ― Romania | Cronologia completa delle presenze e delle reti in nazionale ― Romania | Cronologia completa delle presenze e delle reti in nazionale ― Romania |
| Data                                                                   | Città                                                                  | In casa                                                                | Risultato                                                              | Ospiti                                                                 | Competizione                                                           | Reti                                                                   | Note                                                                   |
| ---------------------------------------------------------------------- | ---------------------------------------------------------------------- | ---------------------------------------------------------------------- | ---------------------------------------------------------------------- | ---------------------------------------------------------------------- | ---------------------------------------------------------------------- | ---------------------------------------------------------------------- | ---------------------------------------------------------------------- |
| 8-10-2016                                                              | Erevan                                                                 | Armenia                                                                | 0 – 5                                                                  | Romania                                                                | Qual. Mondiali 2018                                                    | 1                                                                      |                                                                        |
| 11-10-2016                                                             | Astana                                                                 | Kazakistan                                                             | 0 – 0                                                                  | Romania                                                                | Qual. Mondiali 2018                                                    | -                                                                      |                                                                        |
| 11-11-2016                                                             | Bucarest                                                               | Romania                                                                | 0 – 3                                                                  | Polonia                                                                | Qual. Mondiali 2018                                                    | -                                                                      |                                                                        |
| 15-11-2016                                                             | Groznyj                                                                | Russia                                                                 | 1 – 0                                                                  | Romania                                                                | Amichevole                                                             | -                                                                      |                                                                        |
| 26-3-2017                                                              | Cluj-Napoca                                                            | Romania                                                                | 0 – 0                                                                  | Danimarca                                                              | Qual. Mondiali 2018                                                    | -                                                                      |                                                                        |
| 10-6-2017                                                              | Varsavia                                                               | Polonia                                                                | 3 – 1                                                                  | Romania                                                                | Qual. Mondiali 2018                                                    | -                                                                      | 79’                                                                    |
| 13-6-2017                                                              | Cluj-Napoca                                                            | Romania                                                                | 3 – 2                                                                  | Cile                                                                   | Amichevole                                                             | -                                                                      | 32’ 46’                                                                |
| 4-9-2017                                                               | Podgorica                                                              | Montenegro                                                             | 1 – 0                                                                  | Romania                                                                | Qual. Mondiali 2018                                                    | -                                                                      | 64’                                                                    |
| 5-10-2017                                                              | Ploiești                                                               | Romania                                                                | 3 – 1                                                                  | Kazakistan                                                             | Qual. Mondiali 2018                                                    | -                                                                      |                                                                        |
| 24-3-2018                                                              | Netanya                                                                | Israele                                                                | 1 – 2                                                                  | Romania                                                                | Amichevole                                                             | -                                                                      | 83’                                                                    |
| 27-3-2018                                                              | Craiova                                                                | Romania                                                                | 1 – 0                                                                  | Svezia                                                                 | Amichevole                                                             | -                                                                      | 70’                                                                    |
| 10-9-2018                                                              | Belgrado                                                               | Serbia                                                                 | 2 – 2                                                                  | Romania                                                                | UEFA Nations League 2018-2019 - 1º turno                               | -                                                                      |                                                                        |
| 11-10-2018                                                             | Vilnius                                                                | Lituania                                                               | 1 – 2                                                                  | Romania                                                                | UEFA Nations League 2018-2019 - 1º turno                               | -                                                                      | 85’                                                                    |
| 14-10-2018                                                             | Bucarest                                                               | Romania                                                                | 0 – 0                                                                  | Serbia                                                                 | UEFA Nations League 2018-2019 - 1º turno                               | -                                                                      | 70’                                                                    |
| 23-3-2019                                                              | Solna                                                                  | Svezia                                                                 | 2 – 1                                                                  | Romania                                                                | Qual. Euro 2020                                                        | -                                                                      |                                                                        |
| 26-3-2019                                                              | Bucarest                                                               | Romania                                                                | 4 – 1                                                                  | Fær Øer                                                                | Qual. Euro 2020                                                        | -                                                                      |                                                                        |
| 10-6-2019                                                              | Ta' Qali                                                               | Malta                                                                  | 0 – 4                                                                  | Romania                                                                | Qual. Euro 2020                                                        | -                                                                      |                                                                        |
| 5-9-2019                                                               | Bucarest                                                               | Romania                                                                | 1 – 2                                                                  | Spagna                                                                 | Qual. Euro 2020                                                        | -                                                                      | 31’                                                                    |
| 8-9-2019                                                               | Ploiești                                                               | Romania                                                                | 1 – 0                                                                  | Malta                                                                  | Qual. Euro 2020                                                        | -                                                                      | 59’                                                                    |
| 15-10-2019                                                             | Bucarest                                                               | Romania                                                                | 1 – 1                                                                  | Norvegia                                                               | Qual. Euro 2020                                                        | -                                                                      |                                                                        |
| 18-11-2019                                                             | Madrid                                                                 | Spagna                                                                 | 5 – 0                                                                  | Romania                                                                | Qual. Euro 2020                                                        | -                                                                      | 65’                                                                    |
| 11-10-2020                                                             | Oslo                                                                   | Norvegia                                                               | 4 – 0                                                                  | Romania                                                                | UEFA Nations League 2020-2021 - 1º turno                               | -                                                                      |                                                                        |
| 14-10-2020                                                             | Ploiești                                                               | Romania                                                                | 0 – 1                                                                  | Austria                                                                | UEFA Nations League 2020-2021 - 1º turno                               | -                                                                      |                                                                        |
| 11-11-2020                                                             | Ploiești                                                               | Romania                                                                | 5 – 3                                                                  | Bielorussia                                                            | Amichevole                                                             | 1                                                                      | cap. 70’                                                               |
| 18-11-2020                                                             | Belfast                                                                | Irlanda del Nord                                                       | 1 – 1                                                                  | Romania                                                                | UEFA Nations League 2020-2021 - 1º turno                               | -                                                                      |                                                                        |
| 25-3-2021                                                              | Bucarest                                                               | Romania                                                                | 3 – 2                                                                  | Macedonia del Nord                                                     | Qual. Mondiali 2022                                                    | -                                                                      |                                                                        |
| 28-3-2021                                                              | Bucarest                                                               | Romania                                                                | 0 – 1                                                                  | Germania                                                               | Qual. Mondiali 2022                                                    | -                                                                      |                                                                        |
| 31-3-2021                                                              | Erevan                                                                 | Armenia                                                                | 3 – 2                                                                  | Romania                                                                | Qual. Mondiali 2022                                                    | -                                                                      |                                                                        |
| 2-6-2021                                                               | Ploiești                                                               | Romania                                                                | 1 – 2                                                                  | Georgia                                                                | Amichevole                                                             | -                                                                      | 77’                                                                    |
| 6-6-2021                                                               | Middlesbrough                                                          | Inghilterra                                                            | 1 – 0                                                                  | Romania                                                                | Amichevole                                                             | -                                                                      |                                                                        |
| 2-9-2021                                                               | Reykjavík                                                              | Islanda                                                                | 0 – 2                                                                  | Romania                                                                | Qual. Mondiali 2022                                                    | -                                                                      | 76’                                                                    |
| 5-9-2021                                                               | Bucarest                                                               | Romania                                                                | 2 – 0                                                                  | Liechtenstein                                                          | Qual. Mondiali 2022                                                    | -                                                                      |                                                                        |
| 8-9-2021                                                               | Skopje                                                                 | Macedonia del Nord                                                     | 0 – 0                                                                  | Romania                                                                | Qual. Mondiali 2022                                                    | -                                                                      | 63’                                                                    |
| 8-10-2021                                                              | Amburgo                                                                | Germania                                                               | 2 – 1                                                                  | Romania                                                                | Qual. Mondiali 2022                                                    | -                                                                      |                                                                        |
| 11-10-2021                                                             | Bucarest                                                               | Romania                                                                | 1 – 0                                                                  | Armenia                                                                | Qual. Mondiali 2022                                                    | -                                                                      |                                                                        |
| 11-11-2021                                                             | Bucarest                                                               | Romania                                                                | 0 – 0                                                                  | Islanda                                                                | Qual. Mondiali 2022                                                    | -                                                                      |                                                                        |
| 25-3-2022                                                              | Bucarest                                                               | Romania                                                                | 0 – 1                                                                  | Grecia                                                                 | Amichevole                                                             | -                                                                      |                                                                        |
| 4-6-2022                                                               | Podgorica                                                              | Montenegro                                                             | 2 – 0                                                                  | Romania                                                                | UEFA Nations League 2022-2023 - 1º turno                               | -                                                                      | 78’                                                                    |
| 7-6-2022                                                               | Zenica                                                                 | Bosnia ed Erzegovina                                                   | 1 – 0                                                                  | Romania                                                                | UEFA Nations League 2022-2023 - 1º turno                               | -                                                                      | 74’                                                                    |
| 11-6-2022                                                              | Bucarest                                                               | Romania                                                                | 1 – 0                                                                  | Finlandia                                                              | UEFA Nations League 2022-2023 - 1º turno                               | -                                                                      | 68’                                                                    |
| 14-6-2022                                                              | Bucarest                                                               | Romania                                                                | 0 – 3                                                                  | Montenegro                                                             | UEFA Nations League 2022-2023 - 1º turno                               | -                                                                      | 22’ 57’                                                                |
| 23-9-2022                                                              | Helsinki                                                               | Finlandia                                                              | 1 – 1                                                                  | Romania                                                                | UEFA Nations League 2022-2023 - 1º turno                               | -                                                                      | cap. 90+1’                                                             |
| 26-9-2022                                                              | Bucarest                                                               | Romania                                                                | 4 – 1                                                                  | Bosnia ed Erzegovina                                                   | UEFA Nations League 2022-2023 - 1º turno                               | -                                                                      | 64’                                                                    |
| 17-11-2022                                                             | Cluj-Napoca                                                            | Romania                                                                | 1 – 2                                                                  | Slovenia                                                               | Amichevole                                                             | -                                                                      | cap. 84’                                                               |
| 25-3-2023                                                              | Andorra la Vella                                                       | Andorra                                                                | 0 – 2                                                                  | Romania                                                                | Qual. Euro 2024                                                        | -                                                                      | 23’ 65’                                                                |
| 28-3-2023                                                              | Bucarest                                                               | Romania                                                                | 2 – 1                                                                  | Bielorussia                                                            | Qual. Euro 2024                                                        | -                                                                      |                                                                        |
| 9-9-2023                                                               | Bucarest                                                               | Romania                                                                | 1 – 1                                                                  | Israele                                                                | Qual. Euro 2024                                                        | -                                                                      |                                                                        |
| 12-9-2023                                                              | Bucarest                                                               | Romania                                                                | 2 – 0                                                                  | Kosovo                                                                 | Qual. Euro 2024                                                        | -                                                                      | 63’                                                                    |
| 12-10-2023                                                             | Budapest                                                               | Bielorussia                                                            | 0 – 0                                                                  | Romania                                                                | Qual. Euro 2024                                                        | -                                                                      |                                                                        |
| 15-10-2023                                                             | Bucarest                                                               | Romania                                                                | 4 – 0                                                                  | Andorra                                                                | Qual. Euro 2024                                                        | 1                                                                      | 9’ 59’                                                                 |
| 18-11-2023                                                             | Felcsút                                                                | Israele                                                                | 1 – 2                                                                  | Romania                                                                | Qual. Euro 2024                                                        | -                                                                      | 87’                                                                    |
| 21-11-2023                                                             | Bucarest                                                               | Romania                                                                | 1 – 0                                                                  | Svizzera                                                               | Qual. Euro 2024                                                        | -                                                                      | 64’                                                                    |
| 22-3-2024                                                              | Bucarest                                                               | Romania                                                                | 1 – 1                                                                  | Irlanda del Nord                                                       | Amichevole                                                             | -                                                                      | 75’                                                                    |
| 26-3-2024                                                              | Madrid                                                                 | Colombia                                                               | 3 – 2                                                                  | Romania                                                                | Amichevole                                                             | -                                                                      | 10’ 78’                                                                |
| 4-6-2024                                                               | Bucarest                                                               | Romania                                                                | 0 – 0                                                                  | Bulgaria                                                               | Amichevole                                                             | -                                                                      |                                                                        |
| 17-6-2024                                                              | Monaco di Baviera                                                      | Romania                                                                | 3 – 0                                                                  | Ucraina                                                                | Euro 2024 - 1º turno                                                   | 1                                                                      | 79’                                                                    |
| 22-6-2024                                                              | Colonia                                                                | Belgio                                                                 | 2 – 0                                                                  | Romania                                                                | Euro 2024 - 1º turno                                                   | -                                                                      |                                                                        |
| 26-6-2024                                                              | Francoforte sul Meno                                                   | Slovacchia                                                             | 1 – 1                                                                  | Romania                                                                | Euro 2024 - 1º turno                                                   | 1                                                                      | 86’                                                                    |
| 2-7-2024                                                               | Monaco di Baviera                                                      | Romania                                                                | 0 – 3                                                                  | Paesi Bassi                                                            | Euro 2024 - Ottavi di finale                                           | -                                                                      |                                                                        |
| 5-9-2024                                                               | Pristina                                                               | Kosovo                                                                 | 0 – 3                                                                  | Romania                                                                | UEFA Nations League 2024-2025 - 1º turno                               | 1                                                                      | 86’                                                                    |
| 9-9-2024                                                               | Bucarest                                                               | Romania                                                                | 3 – 1                                                                  | Lituania                                                               | UEFA Nations League 2024-2025 - 1º turno                               | 1                                                                      |                                                                        |
| 12-10-2024                                                             | Larnaca                                                                | Cipro                                                                  | 0 – 3                                                                  | Romania                                                                | UEFA Nations League 2024-2025 - 1º turno                               | 1                                                                      | 63’                                                                    |
| 15-10-2024                                                             | Kaunas                                                                 | Lituania                                                               | 1 – 2                                                                  | Romania                                                                | UEFA Nations League 2024-2025 - 1º turno                               | 1                                                                      | 72’                                                                    |
| 15-11-2024                                                             | Bucarest                                                               | Romania                                                                | 3 – 0 tav                                                              | Kosovo                                                                 | UEFA Nations League 2024-2025 - 1º turno                               | -                                                                      | [ 27 ]                                                                 |
| 18-11-2024                                                             | Bucarest                                                               | Romania                                                                | 4 – 1                                                                  | Cipro                                                                  | UEFA Nations League 2024-2025 - 1º turno                               | 2                                                                      | cap.                                                                   |
| 21-3-2025                                                              | Bucarest                                                               | Romania                                                                | 0 – 1                                                                  | Bosnia ed Erzegovina                                                   | Qual. Mondiali 2026                                                    | -                                                                      | 74’                                                                    |
| 24-3-2025                                                              | Serravalle                                                             | San Marino                                                             | 1 – 5                                                                  | Romania                                                                | Qual. Mondiali 2026                                                    | 1                                                                      | 80’                                                                    |
| 7-6-2025                                                               | Vienna                                                                 | Austria                                                                | 2 – 1                                                                  | Romania                                                                | Qual. Mondiali 2026                                                    | -                                                                      | 60’                                                                    |
| 10-6-2025                                                              | Bucarest                                                               | Romania                                                                | 2 – 0                                                                  | Cipro                                                                  | Qual. Mondiali 2026                                                    | -                                                                      | 56’                                                                    |
| Totale                                                                 |                                                                        | Presenze                                                               | 69                                                                     |                                                                        | Reti                                                                   | 12                                                                     |                                                                        |

## Palmarès

### Club

#### Competizioni nazionali
- Campionato rumeno: 1

Viitorul Costanza: 2016-2017
- Coppa del Belgio: 1

Standard Liegi: 2017-2018
- Supercoppa dei Paesi Bassi: 1

Ajax: 2019